# Dichiarazione di guerra

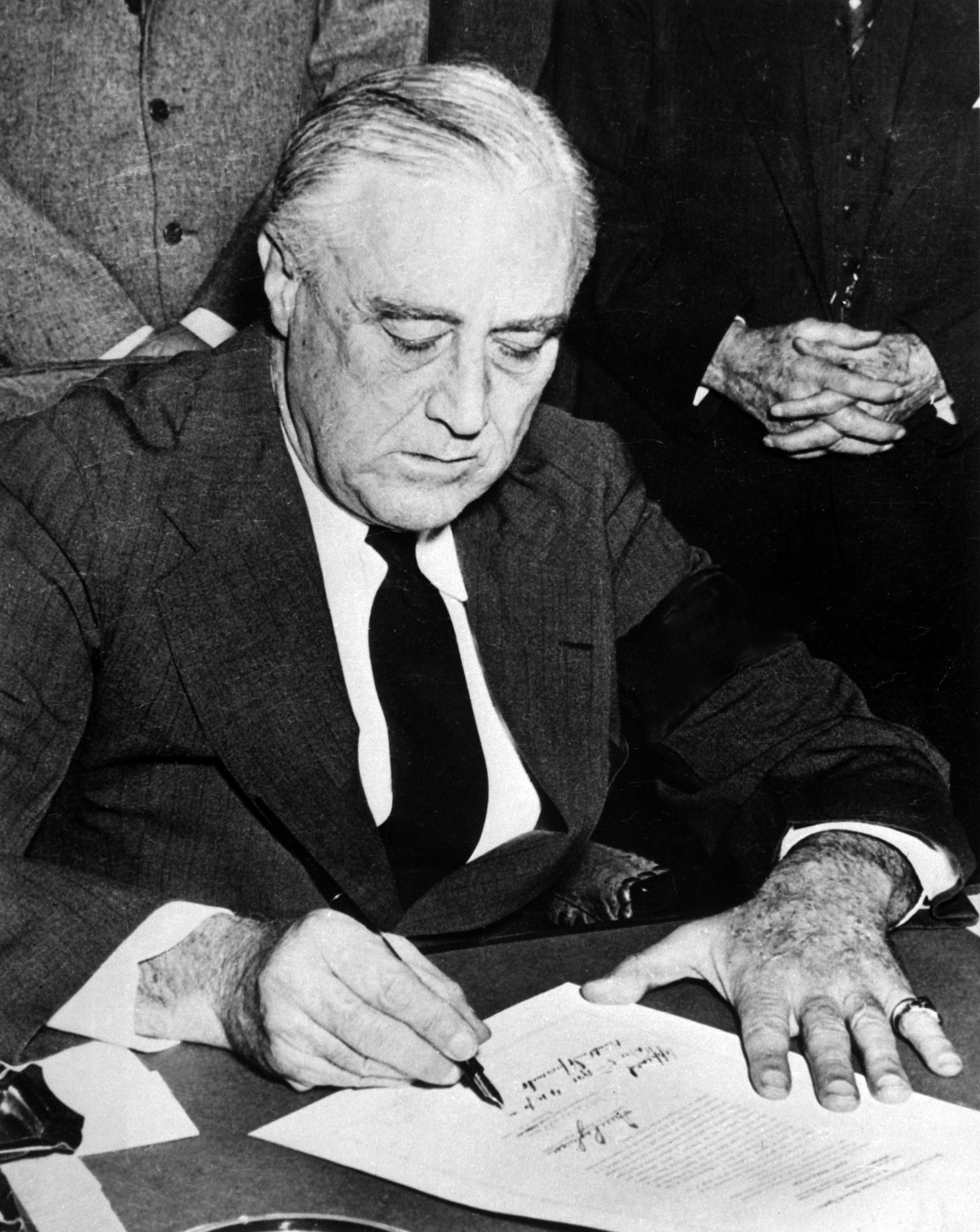
Il Presidente Franklin Delano Roosevelt firma la dichiarazione di guerra contro l'Impero del Giappone, l'8 dicembre 1941, il giorno dopo l'attacco di Pearl Harbor

Una dichiarazione di guerra è un atto formale emesso da un governo nazionale che indica la volontà di uno Stato di far guerra ad uno o più Stati.

## Storia
Le dichiarazioni di guerra sono divenuti mezzi diplomatici sin dal Rinascimento, quando furono emesse le prime dichiarazioni di guerra formali. Oggi questa pratica è caduta in disuso e «Da tempo le guerre non si dichiarano più, si fanno».
La Società delle Nazioni, formata nel 1919 dopo la prima guerra mondiale, e il trattato generale di rinuncia alla guerra del 1928 siglato a Parigi, dimostrarono che le potenze mondiali stavano seriamente cercando di evitare di ripiombare nella carneficina della grande guerra. Questi poteri furono comunque incapaci di impedire lo svolgimento della seconda guerra mondiale e pertanto dopo quest'ultima guerra fu messo in piedi il sistema delle Nazioni Unite, nel tentativo di impedire le aggressioni internazionali attraverso le dichiarazioni di guerra.
Nello sforzo di portare le nazioni verso la risoluzione delle crisi senza la guerra, gli autori dello Statuto delle Nazioni Unite cercarono di convincere i membri dell'organizzazione ad utilizzare la guerra solo in precise e limitate circostanze, specialmente per scopi difensivi.
L'ONU è paradossalmente divenuto un combattente dopo che la Corea del Nord invase la Corea del Sud il 25 giugno 1950 (guerra di Corea). Il Consiglio di Sicurezza delle Nazioni Unite condannò l'azione della Corea del Nord con una risoluzione (in assenza dell'Unione Sovietica) e invitò gli stati membri ad unirsi in aiuto della Corea del Sud. In una conferenza stampa del 29 giugno 1950, il Presidente degli Stati Uniti d'America Truman definì queste ostilità non come guerra, ma come azione di polizia internazionale.
Le Nazioni Unite hanno emesso talvolta risoluzioni che autorizzano l'adozione di misure coercitive - anche militari - ai sensi del capo VII della Carta, cioè per salvaguardare la pace e la sicurezza internazionale: in questi casi la dottrina ritiene che il conflitto armato che ne deriva sia legale secondo il diritto internazionale, come avvenne nella guerra del Golfo con l'Iraq del 1991.

## Nel diritto internazionale
Nel diritto internazionale una dichiarazione di guerra comporta il riconoscimento tra i paesi di uno stato di ostilità tra le nazioni coinvolte e tale dichiarazione agisce in modo da regolare la condotta delle milizie dei paesi. I primi trattati multilaterali che stabilirono regole per le dichiarazioni di guerra furono le Convenzioni dell'Aia del 1899 e del 1907, mentre il Patto Briand-Kellogg del 1928, attualmente in vigore, è la più antica fonte che dichiara illegittimo il ricorso alla guerra come risoluzione di tutte le divergenze o conflitti di qualunque natura o di qualunque origine possano essere.

## Dalle guerre ai fini umanitari
Soprattutto in seguito alla fine della guerra fredda ci sono stati molti interventi militari, deliberati dal consiglio di sicurezza dell'ONU per intervenire in quei territori dove ci furono gravi violazioni dei diritti umani. (Bosnia, Somalia, Burundi, ...). Questi interventi sono detti operazioni di polizia internazionale a tutela dei diritti umani. Anche se questo modo di agire trova la contrarietà di numerosi studiosi del diritto, tra cui G.U. Rescigno e V. Onida, è pensiero comune della giurisprudenza internazionale che sia assimilata come una consuetudine del diritto generale.
Caso particolare fu la crisi dei Balcani, con accuse di gravi violazioni dei diritti umani a carico di Slobodan Milošević; in questa situazione intervenne anche l'Italia, in seguito alla deliberazione autonoma della NATO: si tratta però di un'interpretazione del Trattato che la istituisce. L'intervento militare portato avanti in Kosovo, pertanto, secondo questa tesi (supportata dagli studiosi De Vergottini e Zanghi, ma fortemente minoritaria nella dottrina internazionalistica) sarebbe giustificato dal fine di far cessare le violazioni.

## La guerra globale
Alcune delle guerre più recenti però, sono state portate avanti senza un atto ufficiale. Dopo l'attentato delle "Torri gemelle" per esempio, nacque per la prima volta il concetto di guerra globale. Il nemico infatti, non si configurava più in uno Stato, ma ad una entità facente parte dello Stato. Nel caso delle Torri Gemelle, il nemico fu al Qaida, che portò all'intervento armato in uno stato che non era in grado di controllare l'ordine sul proprio territorio. Gli interventi militari in Afghanistan prima, e in Iraq poi (quest'ultimo senza neanche il consenso dell'ONU) furono molto contestati, e crearono, in particolare nel secondo caso, una spaccatura all'interno dell'Alleanza Atlantica. Le ragioni dell'intervento militare in Iraq furono giustificate con un "diritto all'autodifesa attraverso l'azione preventiva", che quindi giustificava l'intervento contro Saddam Hussein. Prima dell'inizio del conflitto, l'Italia era "non belligerante" e si sarebbe limitata a fornire "supporto logistico". L'Italia intervenne solo in una seconda fase, detta di "stabilizzazione umanitaria", che però portò a numerose perdite in termini di vite umane.

## Uso autorizzato della forza
Utilizzato frequentemente come alternativa alla dichiarazione di guerra, spesso si fa ricorso all'uso autorizzato della forza per evitare le barriere tradizionali che comporta l'inizio del combattimento. Tipicamente, una dichiarazione ufficiale deve essere ratificata da vari corpi legislativi, mentre l'uso autorizzato della forza può permettere a un capo di Stato eletto di iniziare direttamente l'azione senza ulteriori consultazioni. Inoltre le dichiarazioni di guerra sono regolate da poteri internazionali, mentre l'uso autorizzato della forza può essere usato per evitare alcune conseguenze negative della dichiarazione.
L'utilizzo autorizzato della forza è relativamente comune nelle società democratiche. Gli Stati Uniti, ad esempio, sono stati direttamente coinvolti in attività militari in ogni decennio dell'ultima metà del XX secolo, anche se non hanno mai dichiarato guerra formalmente dalla seconda guerra mondiale. Ad esempio, nel caso della guerra del Vietnam e della guerra in Iraq, il Congresso degli Stati Uniti autorizzò l'uso della forza piuttosto che la ratifica di una dichiarazione di guerra. Ci sono comunque dispute costituzionali riguardo a questa procedura legislativa, anche alla luce dell'approvazione, nel 1973, della War powers resolution.

## Dichiarazioni passate
- La Germania fu formalmente in guerra con il Liechtenstein dalla guerra austro-prussiana (1866) fino agli anni trenta del Novecento.[9]

## Dichiarazioni attuali
Al 2007 sono ancora in vigore alcune dichiarazioni di guerra, anche se queste sono in vigore solo ufficialmente per la mancanza di un trattato di pace, non per la presenza di ostilità effettive:
- L'Iraq è ufficialmente in guerra con Israele dalla guerra arabo-israeliana del 1948 (1947) ed inoltre ha rifiutato di firmare l'armistizio di Rodi del 1949;
- La Corea del Nord è ufficialmente in guerra con la Corea del Sud dalla guerra di Corea (1950);
- La Cina è ufficialmente in guerra con l'India dalla guerra sino-indiana (1962);
- La Siria è ufficialmente in guerra con Israele dalla guerra del Kippur (1973);

- Inoltre la Georgia ha dichiarato lo stato di guerra durante il mese di agosto 2008 sull'Ossezia del Sud.[10]